# 세계 지구 좌표 시스템
세계 지구 좌표 시스템(World Geodetic System, WGS) 1984년에 제정된 범 지구적 측위 시스템으로 지도학, 측지학, 항법에 많이 사용된다. GPS측량 시 WGS84 타원체를 사용한다.
통칭 및 약칭은 WGS 84 (aka WGS 1984, EPSG:4326, WGS84)라고 부르며, 2004년에 마지막으로 개정되었다. 이전에 쓰던 초안으로 WGS 72, WGS 66, 그리고 WGS 60이 있다.

## 같이 보기
- Geo (마이크로포맷)
- 지리 정보 시스템
- 지오태깅
- 관심 지점